# サヨナラ サヨナラ/gerbera
「サヨナラ サヨナラ/gerbera」（サヨナラ サヨナラ/ガーベラ）は、日本の歌手竹仲絵里のメジャー2枚目のシングルである。2006年1月25日発売。発売元はコロムビアミュージックエンタテインメント（現：日本コロムビア）。

## 概要
- 「サヨナラ サヨナラ」はコブクロの小渕健太郎サウンドプロデュース。
- PV監督は「サヨナラ サヨナラ」が増山準哉、「gerbera」が松浦徹（福田麻由子が出演）。「サヨナラ サヨナラ」は後に清末隆宏監督による「New Ver.」が製作された。

## 収録曲
1. サヨナラ サヨナラ(6:14)
作詞・作曲：竹仲絵里・小渕健太郎、編曲：小渕健太郎
2. gerbera(6:14)
作詞・作曲：竹仲絵里、編曲：安部潤
3. dislike you(4:21)
作詞・作曲：竹仲絵里、編曲：松岡モトキ

## 収録アルバム

### サヨナラ サヨナラ
- オリジナル『ペルソナ』（2006年6月28日）
- オムニバス『「誰も知らない泣ける歌」外伝 もらい泣き篇』（2009年2月18日）

### gerbera
- オリジナル『ペルソナ』（2006年6月28日）

## タイアップ
- サヨナラ サヨナラ：日本テレビ系「TVおじゃマンボウ」エンディングテーマ
- gerbera：アートポート=ユーロスペース配給映画「ギミー・ヘブン」主題歌